# 101, rue des Dalmatiens
Les 101 Dalmatiens, la série
101, rue des Dalmatiens (101 Dalmatian Street) une série d'animation canado-britannique en 26 épisodes de 22 minutes créée par Anttu Harlin & Joonas Utti. La série est vaguement inspirée du roman de Dodie Smith intitulé Les 101 Dalmatiens et de son adaptation cinématographique animée de Walt Disney Pictures. Il s'agit de la deuxième série télévisée, après Les 101 Dalmatiens, la série, à être basée sur la franchise.
Elle est diffusée au Royaume-Uni et en Irlande en avant-première le 14 décembre 2018, puis officiellement depuis le 18 mars 2019 sur Disney Channel.
Aux États-Unis, la série est diffusée en streaming à partir du 28 février 2020 sur Disney+.
En France, la série est diffusée en avant-première le 16 décembre 2018 et débute réellement le 18 mars 2019 sur Disney Channel France.
La série suit une grande famille de 101 dalmatiens qui vivent sans surveillance humaine à l'adresse éponyme de la série à Camden Town, Londres, Royaume-Uni,.

## Synopsis
La série est centrée sur une grande famille de 99 dalmatiens portant tous un nom commençant par la lettre « D » et leurs parents, Doug et Delilah, celle-ci étant une descendante de Pongo et Perdita. Ils laissent souvent les frères et sœurs aînés, Dolly et Dylan, en charge alors qu'ils sont occupés au travail. Ils vivent seuls au 101, rue des Dalmatiens, situé à Camden Town, à Londres, sans surveillance humaine. Leur propriétaire, Dodie Smith, une milliardaire excentrique, leur ayant laissé sa maison pour aller vivre sur une île.

## Personnages

### Personnages principaux
- Dolly est l'aînée de ses sœurs dalmatiennes. C'est une rebelle avec beaucoup d'idées folles qui finissent par causer des ennuis. Elle a le béguin pour un Husky nommé Hansel. Dolly est plus insouciante et aventureuse mais aussi responsable ; elle essaie toujours d'être un bon assistant pour Dylan.
- Dylan est l'aîné des dalmatiens et le chef quand les parents sont absents. Il est très propre, ordonné et parfois surprotecteur. Il y est passionné par l'espace. Il se dispute souvent avec Dolly pour la place de chef.
- Doug est le père des Dalmatiens. C'est un chien pompier américain. Il aime tous ses chiots à la folie et leur fait toujours des câlins.
- Delilah est la mère des Dalmatiens. C'est une chienne infirmière. Elle aime ses enfants mais souhaite avoir plus de moments de détente.
- Deepak est un chiot nerveux qui cherche la paix intérieure. Son visage ressemble au Yin et au Yang.
- Destiny, Dallas et Déjà Vu, surnommée les 3D, sont les triplettes stars du show-biz. Le collier de Destiny est en forme de cœur, celui de Dallas en forme de diamant et celui de Déjà Vu est un rond.
- Da Vinci est une artiste, un peu comme l'artiste de la Renaissance dont elle porte le nom.
- Dizzy est souvent vu avec Dee Dee. Son visage est tout noir. Elle est très proche de Dolly.
- Dee Dee est souvent vue avec Dizzy. Elle a un long trait noir sur son visage. Elle est très proche de Dolly.
- Diesel est un chiot idiot obsédé par le fait de jouer dans la boue.
- D.J. est un mélomane.
- Dawkins est un intello scientifique et sert d'acolyte à Dylan et Dolly. Il complote souvent avec Dolly pour faire des farces.
- Dante est un goth sombre qui a une fourrure noire avec des taches blanches. Il est paranoïaque.
- Dorothy est un mignon bébé. Elle n'a pas de tache.
- Delgado est un chiot en fauteuil roulant avec une personnalité charismatique. Il est aussi sportif que Dolly.
- Dimitri 1, 2 et 3 sont des triplets complètement identiques à l’exception de leur oreille gauche.

### Personnages récurrents
- Roxy est un énorme rottweiler femelle et la meilleure amie de Dolly. Elle est amoureuse de Dylan.
- Snowball est un pomeranian femelle qui ressemble à une énorme boule de coton. C'est une amie de Dolly. Son maître la tient toujours en laisse et la rappelle de manière brutale.
- Hansel est un husky extrêmement beau dont Dolly est amoureuse. Il est un peu simplet mais adore la poésie.
- Sid l'écureuil est un filou effronté qui est obsédé par les noix. Il vit dans la forêt avec Fergus et Big Fee. Il apprend certaines de ses figures à Dolly.
- Fergus est un renard sournois et rusé, et il traîne avec Sid et Big Fee. Dolly le fréquente souvent. Il se lie d'amitié avec Dylan, lui montrant comment apprécier le côté sauvage de la vie.
- Big Fee est un rat femelle gothique qui vit avec Sid et Fergus.
- Clarissa est un corgi femelle snobe imbue d'elle-même qui veut faire partie de la royauté. C'est la voisine des dalmatiens et elle méprise ses derniers car ils sont des "sans-colliers" (sans propriétaire).
- Prunella est une des amies prétentieuses de Clarissa. C'est un pug femelle.
- Arabella est une des amies prétentieuses de Clarissa. C'est un Lhasa Apso femelle.
- Hugo est « l'humain de compagnie » (propriétaire) de Clarissa ; il obéit à chacun de ses ordres et s'occupe de toutes les tâches dans la maison. Il a parfois des comportements très animaux.
- Portia Caniche est la chiotte la plus cool de Camden Town. Elle est sombre, intense et a beaucoup d'attitude.
- Spencer est l'acolyte sarcastique et prétentieux de Portia. Il a un odorat très développé.
- Bessie est une vache intelligente et sournoise, mais semble être une locale inoffensive, douce et simple. Elle vit en Cornouailles, en Angleterre.
- Pearl est une jument policière. Elle est très stricte et soupçonne souvent les dalmatiens du chaos ambiant
- Hunter d'Enfer est un enfant turbulent et le descendant de Cruella d'Enfer avec qui il partage son obsession pour les dalmatiens. Il est complice avec un chat sphinx.
- Bert Caleb « Carl » Clark est un cargo ressemblant à une feuilleté, cruel pour de vrai.
- Kent Suor « Kengo » Rice est un hybride serpent-gerbille cyan/jaune, qui est le plus cruel, le plus impitoyable.
- Jay Lizzy « Deku » Fukuto est un Suomī américaine, qui est devenu cruel.
- Dorothy Suomī « Don » Heck est un atlante cruel.
- Collette est une androgyne charge-éclair cruel.
- Summer est une chienne Border Collie errante de Cornouailles, en Angleterre, dont Dylan est amoureux. Elle rencontre la famille dalmatiens lors de leurs vacances en Cornouailles. Elle sait des choses sur les constellations mais déteste entendre des choses mal de chez elle.
- Spike est un doberman cool, aventureux et sensible qui vit en Cornouailles, en Angleterre. Il rencontre la famille dalmatiens lors de leurs vacances en Cornouailles. Il a un faible pour Dolly qui est, elle aussi, tombée amoureuse de lui.
- Chips est une mouette de Cornouailles, en Angleterre, Il rencontre la famille dalmatiens lors de leurs vacances en Cornouailles. Il est idiot mais aide toujours ses amis.

## Distribution

### Voix originales
- Michaela Dietz : Dolly
- Josh Brener : Dylan
- Rhashan Stone (en) : Doug
- Ella Kenion (en) : Delilah
- Nefeli Karakosta : Dizzy
- Florrie Wilkinson : Dee Dee
- Rhys Isaac-Jones : Dawkins
- Bert Davis : Diesel
- Kyle Soller : Dante
- Lauren Donzis : Destiny / Déjà Vu
- Abigail Zoe Lewis : Dallas
- Jack Binstead (en) : Delgado
- Maxwell Apple : D.J.
- Akiya Henry : Da Vinci / Roxy
- Margot Powell : Dorothy
- Rocco Wright : Dimitri 1, 2 et 3
- Harriet Carmichael : Clarissa / Fetch
- Doc Brown (en) : Sid l'écureuil / Spencer
- Conor MacNeill : Fergus
- Rasmus Hardiker : Hansel
- Pixie Davies (en) : Big Fee
- Paloma Faith : Portia
- Miriam Margolyes : Bessie
- Tameka Empson : Pearl
- Bethan Wright (en) : Prunella
- Aimee-Ffion Edwards : Arabella / Big Fee / Summer
- Daniela Denby-Ashe : Snowball
- Joshua LeClair : Hunter de Vil
- Michelle Gomez : Cruella d'Enfer
- Stephen Mangan : Docteur Dave
- Rufus Jones : Constantin
- Olly Murs : Spike

### Voix françaises
- Aaricia Dubois : Dolly
- Julien Besure : Dylan
- Sophie Landresse : Delilah
- Benoît Grimmiaux : Doug
- Adrien Dussaiwoir : Diesel
- Esteban Oertli : Deepak
- Thibaut Delmotte : Dawkins
- Nina Ringelheim : Dorothy
- Bérénice Loveniers : Dizzy / Dee Dee
- Maxime Donnay : Dante
- Matilda Acquisto : Destiny / Déjà Vu
- Zabou Vandenbussche : Dallas
- Marcha Van Boven : Clarissa
- Alexis Flamant : Hansel
- Peppino Capotondi : Sid l'écureuil
- Audrey D'Hulstrère : Roxy
- Sophie Frison : Snowball

Version française
- Studio d'enregistrement : Dubbing Brothers
- Direction artistique : Aurélien Ringelheim
- Adaptation : Sophie Arthuys
- Adaptation des chansons : Virginie Acaries, Patrick Waleffe (1 épisode)
- Direction des chansons : Claire Guyot, Patrick Waleffe (1 épisode)

## Production

### Développement
101, rue des Dalmatiens est basé sur un pitch d'Anttu Harlin et Joonas Utti de la société finlandaise Gigglebug Entertainment à l'équipe d'animation originale de Disney à Londres. L'équipe a développé l'intrigue avec Passion Animation Studios, qui produit la série. Une partie de l'animation a été réalisée par Atomic Cartoons, un studio basé à Vancouver, en Colombie-Britannique, au Canada.
Lors du festival du film d'animation d'Annecy, les créateurs ont affirmé qu'ils avaient délibérément jamais regardé les suites sorties en DVD, le film en prise de vues réelles ou Les 101 Dalmatiens, la série, et qu'ils n'avaient visionné que le film original. Ils devaient souvent tricher pour garder 99 chiens. Il y a donc des clichés où le nombre de chiots dépasse largement 101.
La série est réalisée par Miklos Weigert et Maria O'Loughlin est la scénariste principale. Cara Speller est la productrice exécutive. Une deuxième saison était en cours de planification, mais au vu de l'échec cuisant des audiences de la série, y compris aux États-Unis, elle ne verra évidemment jamais le jour.

### Fiche technique
- Titre français : 101, rue des Dalmatiens
- Titre original : 101 Dalmatian Street
- Création : Anttu Harlin & Joonas Utti
- Réalisation : Miklos Weigert, Jez Hall, Frédéric Martin
- Scénario : Maria O'Loughlin, Ciarán Morrison, Mick O'Hara, Giles Pilbrow, Kirsty Peart, Jess Kedward, Baljeet Rai, Nicole Paglia, Josh Sager, Jerome Simpson, Suzanne Lang, Jacqueline Moody
- Musique :
  - Compositeur(s) : Nathan Klein, Rupert Cross, Theo Vidgen
  - Compositeur(s) de musique thématique : Johnathan P. Rende, Kathryn D. Rende
  - Thème d'ouverture : Un pour tous, tous pour un de Johnathan P. Rende et Kathryn D. Rende
  - Thème de fermeture : Une vie de chien de Celia Westbrook, Doug Petty, et Paula Winger
- Production :
  - Producteur(s) : Karen Doyle
  - Producteur(s) exécutif(s) : Cara Speller
- Société(s) de production : Passion Animation Studios et Atomic Cartoons
- Société(s) de distribution : Disney Media Distribution
- Format :
  - Format image : HDTV 1080i
  - Format audio : Stereo
- Genre : Comédie
- Durée : 11 minutes
- Langues originale : Anglais
- Diffusion :  Royaume-Uni,  Irlande,  France,  Canada,  États-Unis

## Épisodes
| Saison | Saison        | Épisodes | Épisodes | Royaume-Uni      | Royaume-Uni     | France           | France          |
| Saison | Saison        | Épisodes | Épisodes | Début de saison  | Fin de saison   | Début de saison  | Fin de saison   |
| ------ | ------------- | -------- | -------- | ---------------- | --------------- | ---------------- | --------------- |
|        | 1             | 52       | 52       | 18 mars 2019     | 22 février 2020 | 16 décembre 2018 | 6 mars 2020     |
|        | Mini-épisodes | 25       | 10       | 14 décembre 2018 | 24 mai 2019     | 16 décembre 2018 | 20 juillet 2019 |
|        | Mini-épisodes | 25       | 15       | 14 avril 2019    | 3 juillet 2019  | 4 mai 2019       | en cours        |

### Saison 1 (2018-2020)
| №    | Titre français                  | Titre original                            | Première diffusion          | Première diffusion               | Code prod. |
| ---- | ------------------------------- | ----------------------------------------- | --------------------------- | -------------------------------- | ---------- |
| 1    | Le Meilleur Ami du Chien        | Dog's Best Friend                         | 14 décembre 2018            | 16 décembre 2018                 | 101        |
| 2    | La Nuit qui fait "Boum!"        | Boom Night                                | 18 mars 2019                | 16 décembre 2018                 | 102        |
| 3    | Le pouvoir des chiots           | Power to the Puppies                      | 19 mars 2019                | 18 mars 2019                     | 103        |
| 4    | Un chien royal                  | Who the Dog Do You Think You Are?         | 20 mars 2019                | 19 mars 2019                     | 104        |
| 5    | Hors des sentiers battus        | Walkies on the Wild Side                  | 21 mars 2019                | 20 mars 2019                     | 105        |
| 6    | Peut contenir des noisettes     | May Contain Nuts                          | 25 mars 2019                | 21 mars 2019                     | 106        |
| 7    | La fête foraine d'hiver         | Winter Funderland                         | 26 mars 2019                | 22 mars 2019                     | 107        |
| 8    | Jour de neige                   | Snow Day                                  | 27 mars 2019                | 25 mars 2019                     | 108        |
| 9    | L'union parfaite                | Perfect Match                             | 28 mars 2019                | 26 mars 2019                     | 109        |
| 10   | Tout feu, tout flamme           | All Fired Up                              | 1er avril 2019              | 27 mars 2019                     | 110        |
| 11   | Plagiat poétique                | Poetry Scam                               | 2 avril 2019                | 6 mai 2019                       | 111        |
| 12   | Coup de foudre                  | Crushed Out                               | 3 avril 2019                | 7 mai 2019                       | 112        |
| 13   | Soirée en filles                | Girl's Night Out                          | 4 avril 2019                | 9 mai 2019                       | 113        |
| 14   | Ça tourne                       | The Woof Factor                           | 22 avril 2019               | 10 mai 2019                      | 114        |
| 1516 | Question de flair               | The Nose Job                              | 23 avril 2019 24 avril 2019 | 25 mai 2019                      | 115116     |
| 17   | Concours de beauté              | My Fair Dolly                             | 25 avril 2019               | 13 mai 2019                      | 117        |
| 18   | Les pucetiférés                 | Flea-Mageddon                             | 29 avril 2019               | 14 mai 2019                      | 118        |
| 19   | Parade royale                   | A Right Royal Rumble                      | 17 août 2019                | 16 mai 2019                      | 119        |
| 20   | Dal-Martiens                    | Dal-Martians                              | 18 août 2019                | 17 mai 2019                      | 120        |
| 21   | Buzz, Gloire et Trois D         | A Date with Destiny... Dallas and Déjà Vu | 24 août 2019                | 4 novembre 2019                  | 121        |
| 22   | Le Gourou Miaou                 | The Wow of Miaow                          | 25 août 2019                | 5 novembre 2019                  | 122        |
| 23   | Fenêtre sur chiens              | Fear Window                               | 31 août 2019                | 7 novembre 2019                  | 123        |
| 24   | Chiens sauvages                 | The Dog House                             | 1er septembre 2019          | 8 novembre 2019                  | 124        |
| 2526 | Un été mémorable                | A Summer to Remember                      | 7 septembre 2019            | 28 août 2019                     | 129130     |
| 27   | Le jour de la soif              | Long Tongue Day                           | 8 septembre 2019            | 11 novembre 2019                 | 125        |
| 28   | Léonarchiot Da Vinci            | Doggy Da Vinci                            | 14 septembre 2019           | 12 novembre 2019                 | 126        |
| 2930 | Londres, nous avons un problème | London We Have A Problem                  | 15 septembre 2019           | 14 novembre 201915 novembre 2019 | 127128     |
| 31   | C'est ma fête !                 | It's My Party                             | 21 septembre 2019           | 18 novembre 2019                 | 131        |
| 32   | Un renard dans la maison        | Fox in the Dog House                      | 22 septembre 2019           | 19 novembre 2019                 | 132        |
| 33   | L'intelligence artificielle     | Fetch                                     | 28 septembre 2019           | 21 novembre 2019                 | 133        |
| 34   | Le porte-bonheur                | Don't Push Your Luck                      | 29 septembre 2019           | 22 novembre 2019                 | 134        |
| 35   | La malédiction de Cerberus      | The Curse of the Ferrydog                 | 3 février 2020              | 17 février 2020                  | 135        |
| 36   | Les murs sont vivants           | The Walls Are Alive                       | 3 février 2020              | 18 février 2020                  | 136        |
| 37   | Des diamants pour les chiens    | Diamond Dogs                              | 4 février 2020              | 19 février 2020                  | 137        |
| 38   | Chien policier                  | Ride Along                                | 4 février 2020              | 20 février 2020                  | 138        |
| 39   | Canicheloup !                   | Poodle Wolf                               | 5 février 2020              | 21 février 2020                  | 139        |
| 40   | Une nuit interminable           | The Longest Night                         | 5 février 2020              | 24 février 2020                  | 140        |
| 41   | Exercice d'équilibriste         | Balancing Act                             | 6 février 2020              | 25 février 2020                  | 141        |
| 42   | Dawkins fait grève              | Dawkins Strikes Back                      | 6 février 2020              | 26 février 2020                  | 142        |
| 43   | La chute de Canicheloup         | Poodlefall!                               | 10 février 2020             | 27 février 2020                  | 143        |
| 44   | La dalmadance                   | Dotty Dancing                             | 10 février 2020             | 28 février 2020                  | 144        |
| 45   | Heureux à jamais                | Yappily Ever After                        | 11 février 2020             | 2 mars 2020                      | 145        |
| 46   | C-Factor                        | D-Factor                                  | 11 février 2020             | 3 mars 2020                      | 146        |
| 4748 | Rêves de chiots                 | Puppy Dreams                              | 20 février 2020             | 6 mars 2020                      | 151152     |
| 49   | L'enfer de Dante                | Dante's Inferno                           | 22 février 2020             | 4 mars 2020                      | 147        |
| 50   | Mieux vaut un mal connu         | Better the De Vil You Know                | 22 février 2020             | 5 mars 2020                      | 148        |
| 5152 | Le diable s'habille en fourrure | The De Vil Wears Puppies                  | 22 février 2020             | 6 mars 2020                      | 149150     |

### Mini-épisodes

#### Fou-rire garanti (2018-2019)
| №  | Titre français            | Titre original | Première diffusion | Première diffusion |
| -- | ------------------------- | -------------- | ------------------ | ------------------ |
| 1  | Joyeux Chioël             | Merry Pups     | 14 décembre 2018   | 16 décembre 2018   |
| 2  | La boue                   | Muddy Pups     | 18 février 2019    | 16 février 2019    |
| 3  | Le piège                  | Prank Pups     | 19 février 2019    | 23 février 2019    |
| 4  | La prise d'otage          | Ransom Pups    | 20 février 2019    | 2 mars 2019        |
| 5  | Croquettes dans le mille  | Target Pups    | 21 février 2019    | 9 mars 2019        |
| 6  | Méditation de chiot       | Yoga Pups      | 15 mars 2019       | 11 mai 2019        |
| 7  | Construction de dinosaure | Jurassic Pups  | 5 avril 2019       | 29 juin 2019       |
| 8  | Toutous cosmiques         | Space Pups     | 29 avril 2019      | 6 juillet 2019     |
| 9  | La danse des chiots       | Disco Pups     | 18 mai 2019        | 13 juillet 2019    |
| 10 | Les trois divas           | Diva Pups      | 24 mai 2019        | 20 juillet 2019    |

#### Bêtises de chiens (2019)
| №  | Titre français         | Titre original | Première diffusion | Première diffusion |
| -- | ---------------------- | -------------- | ------------------ | ------------------ |
| 1  | La musique             | Music          | 14 avril 2019      | 9 septembre 2019   |
| 2  | Les anniversaires      | Birthdays      | 20 avril 2019      | 10 mai 2019        |
| 3  | La danse               | Dancing        | 21 avril 2019      | 16 mai 2019        |
| 4  | Le nettoyage           | Cleaning       | 25 avril 2019      | 13 mai 2019        |
| 5  | Titre français inconnu | Playtime       | 28 avril 2019      |                    |
| 6  | La nourriture          | Food           | 2 mai 2019         | 5 septembre 2019   |
| 7  | La conduite            | Driving        | 5 mai 2019         | 16 septembre 2019  |
| 8  | Les sports extrêmes    | Extreme Sports | 8 mai 2019         | 12 septembre 2019  |
| 9  | Titre français inconnu | Nature         | 23 mai 2019        |                    |
| 10 | Titre français inconnu | Relaxing       | 31 mai 2019        |                    |
| 11 | Le talent              | Skills         | 4 juin 2019        | 7 mai 2019         |
| 12 | Titre français inconnu | Sports         | 12 juin 2019       |                    |
| 13 | Les Vacances           | Water          | 17 juin 2019       | 18 mai 2019        |
| 14 | Titre français inconnu | Winter         | 24 juin 2019       |                    |
| 15 | Les vacances           | Holidays       | 3 juillet 2019     | 20 mai 2019        |

## Chansons
| Titres                                                    | Interprète(s)                                                                                             | Épisode                                                | Bande sonore            |
| --------------------------------------------------------- | --- | ------------------------------------------------------ | ----------------------- |
| "Un pour tous, tous pour un" ("I've Got My Pups with Me") | Kathryn D. Pende                                                                                          | Tous les épisodes (thème d'ouverture)                  | 101, rue des Dalmatiens |
| "Une vie de chien" ("It's a Dog Life")                    | Celica Gray                                                                                               | Tous les épisodes (thème de fermeture)                 | 101, rue des Dalmatiens |
| "In the House"                                            | Scott Krippayne & Felicia Barton                                                                          | TBA                                                    | 101, rue des Dalmatiens |
| "Dolly Dilly Doggy Dog Doo"                               | Michaela Dietz                                                                                            | Plagiat poétique (Poetry Scam)                         | 101, rue des Dalmatiens |
| "Summer Song"                                             | Michaela Dietz, Josh Brener, Bert Davis, Nefeli Karakosta, Florrie Wilkinson, Rhashan Stone & Ella Kenion | Un été mémorable (A Summer to Remember)                | 101, rue des Dalmatiens |
| "It's a Prank"                                            | Kyle Soller, Lauren Donzis & Abigail Zoe Lewis                                                            | La malédiction de Cerberus (The Curse of the Ferrydog) |                         |